# Brio Sonores
Brio Sonores (кроссовер группа Игоря Крутого) este o trupă din Republica Moldova de muzică  pop, dance și crossover clasic. Este formată din patru membri: Dumitru Mîțu, Mihai Gandraman, Veaceslav Timofti și Vitalie Maciunschi. Împreună  au câștigat cea de a patra ediție a concursului „Români au talent” în 2014 .

## Istoric
Trupa a fost fondată în anul 2013 la Chișinău de către un grup de soliști de operă care au numărat și prima componență. În 2014, după câștigarea sezonului 4 al concursului Românii au Talent, trupa își face apariția și pe marele scene ale lumii. Pe parcursul anilor, colectivul însă și-a schimbat componența și stilul, dar a reușit să devină deja un nume cunoscut atât la nivel național, cât și internațional. Dovada fiind și numeroasele concerte pe care le-au susținut în peste 28 de Tari, astfel de țări ca: Australia, Polonia, Russia, Franța, Italia, Elveția, România , Marea Britanie  Arhivat în 27 aprilie 2016, la Wayback Machine., Turcia  ,, etc. Alături de astfel de nume celebre precum formația BLUE  Arhivat în 20 aprilie 2016, la Wayback Machine. sau tenorul italian Alessandro Safina  Dimash Kudaibergen, Lara Fabian și multi alții!
În prezent, membrii grupului artistic sunt soliști ai Teatrului Național de Operă și Balet „Maria Bieșu”. 
În anul 2020, membrilor trupei li s-a conferit Titlul Onorific „Artist emerit”. 
Din anul 2019, trupa Brio Sonores îl are ca producator pe compozitorul Igor Krutoy.

## Membrii
- Dumitru Mîțu, TENOR, (26.09.1992, Or. Cricova, Chișinău); În 2008 a absolvit Gimnaziul din cadrul Liceului Teoretic „Alexei Mateevici” Or. Cricova; 2008 - 2012 - Colegiul Politehnic Mun. Chișinău, specialitatea Electromecanică ; 2009-2012 Școala de Arte „Valeriu Poleacov”, spec. Canto Academic, prof. Valeriu Vdovicenco ;2012-2016  Academia de Muzica Teatru și Arte Plastice, specialitatea Canto Academic, profesor Valeriu Vdovcenco; 2016-2017 Stagiar Teatru "Bolshoi" Moscova;  2016-2017 Masterat, Academia de Muzica Teatru și Arte Plastice, specialitatea Canto Academic,Profesor, Mihai Munteanu; 2018-prezent, Solist al Teatrului Național de Operă și Balet, 2022  International Singing Competition Neue Stimmen 2022, premiul III.
- Veaceslav Timofti, BARITON, (25.10.1991, or. Glodeni); 2007-2010 -Liceul cu profil Teologic „Sfinții Trei Ierarhi” din Chișinău; 2010-2012 - Academia de Transport și Comunicații; 2012-1016 - Școala de Arte „Valeriu Poleacov”, Academia de Artă, Teatru și Arte Plastice, profesor Valeriu Vdovicenco;2016-2018 Masterat, Academia de Muzica Teatru și Arte Plastice, specialitatea Canto Academic,Profesor, Mihai Munteanu; 2018-prezent, Solist al Teatrului Național de Operă și Balet.
- Vitalie Maciunschi, BARITON, (30.07.1985, Chișinău);  2007 - Academia de Muzica Teatru și Arte Plastice, specialitatea Canto Academic, profesor Valeriu Vdovicenco; 2009-2011 - membrul al trupei de Jazz „Hot Jazz Cats”; 2005- Grand Prix la concursul „Romansiada Romance Songs Contest, Zolotoi Shleager Music Festival, din Belarus; 2006 - Locul II la concursul „Romansiada Romance Songs Contest din Moscova; 2007- Finalist al Festivalului de Muzică „Slavyansky Bazar” din Vitebsk, Belarus; 2007- Locul II la Festivalul de Artă „Spring Friendship Art Festival” din Pyongyang, Coreea De Nord; 2013- Premiul II la Festivalul Internațional Tal-Kanzunetta Maltija, Malta;2018-prezent, Solist al Teatrului Național de Operă și Balet.
- Mihai Gandraman, TENOR, (18 noiembrie 1990, Raionul Rîșcani, satul Costești); ; 1997-2006 - Liceul Teoretic "Lucian Blaga" din Costești; 2001-2006 - Școală de muzică din Costești, clasa Acordeon; 2007-2009 - Liceul cu profil Teologic "Sf.Mucenic Foca" din Zăbriceni Edineț; 2010-2014- Facultatea Teologică din Chișinău Sf.Trei Ierarhi; 2012-2014 - Școală de arte V.Poleacov, Secția canto academic, prof.Valeriu Vdovicenco; Din 2014, student la Academia de Muzică, Taeatru și Arte Plastice, secția Canto academic, Prof. Valeriu Vdovicenco.

## Premii și nominalizări
- Românii au talent 2014 .
- Omul Anului 2014, oferit de Revista VIP magazin  Arhivat în 7 mai 2016, la Wayback Machine.
- Ambasadorii Turismului 2015  Arhivat în 26 aprilie 2016, la Wayback Machine.
- Tânărul Anului, TVR 2015
- Om de Cultură 2015, oferit de Revista Brilliance  Arhivat în 7 mai 2016, la Wayback Machine. * Trupa anului 2019, revista VIP Magazin